# Беш-Бала
Беш-Бала (кирг. Беш-Бала) — село в Сузакском районе Джалал-Абадской области Кыргызстана. Входит в состав Багышского айылного аймака.

## География
Село расположено в юго-восточной части области, к востоку от реки Кёгарт, на расстоянии приблизительно 17 километров (по прямой) к северо-востоку от села Сузак, административного центра района. Абсолютная высота — 939 метров над уровнем моря.

## Население
Согласно оценочным данным Национального статистического комитета Кыргызской Республики, численность населения села на начало 2023 года составляла 1854 человека.
| год     | 2009 | 2014 | 2015 | 2020 | 2021 | 2023 |
| ------- | ---- | ---- | ---- | ---- | ---- | ---- |
| человек | 1681 | 1975 | 1801 | 1771 | 1810 | 1854 |